# San Carlos, Bolivia
San Carlos är en ort i Bolivia.   Den ligger i departementet Santa Cruz, i den centrala delen av landet, 240 km nordost om huvudstaden Sucre. San Carlos ligger 320 meter över havet och antalet invånare är 4 180.
Terrängen runt San Carlos är platt. Närmaste större samhälle är Villa Yapacaní, 8,8 km väster om San Carlos. 
Omgivningarna runt San Carlos är huvudsakligen savann. Runt San Carlos är det mycket glesbefolkat, med 6 invånare per kvadratkilometer.